# Lista de membros correspondentes da Academia Brasileira de Ciências empossados em 2006
Esta lista contém os nomes dos membros correspondentes da Academia Brasileira de Ciências empossados em 2006.
| Imagem | Nome                       | Datas de nascimento e falecimento | Local de nascimento | Área de especialização | Alma mater                 | Data de posse       | Conhecido por | Referências |
| ------ | -------------------------- | --------------------------------- | ------------------- | ---------------------- | -------------------------- | ------------------- | ------------- | ----------- |
|        | David Ross Brillinger      | 27 de outubro de 1937             | Canadá              | Ciências Matemáticas   |                            | 06 de junho de 2006 |               | [ 2 ]       |
|        | John Lawrence Wallace      | 25 de setembro de 1956            | Canadá              | Ciências Biomédicas    | Queen's University, Canadá | 06 de junho de 2006 |               | [ 3 ]       |
|        | Michael John Brammer       | 05 de fevereiro de 1948           | Grã-Bretanha        | Ciências Biomédicas    |                            | 06 de junho de 2006 |               | [ 4 ]       |
|        | Rafael Alberto Radi Isola  | 07 de maio de 1963                | Uruguai             | Ciências Biológicas    |                            | 06 de junho de 2006 |               | [ 5 ]       |
|        | Warren Douglas Johnson Jr. | 09 de outubro de 1937             | EUA                 | Ciências da Saúde      |                            | 06 de junho de 2006 |               | [ 6 ]       |